# Manuel Quintão Meireles
Manuel Quintão Meireles (ur. 1880, zm. 1962) – portugalski admirał i polityk, uczestnik pierwszej wojny światowej, minister spraw zagranicznych w drugim rządzie José Vicente de Freitasa. W 1952 wystartował w wyborach na prezydenta z ramienia opozycji, jednak wycofał się.